# Objaw Piskáčka
Objaw Piskáčka (ang. Piskacek sign) – wczesny objaw ciąży; uwypuklenie jednego rogu macicy spowodowane implantacją jaja płodowego.
Został opisany w 1899 roku przez Ludwiga Piskáčka.